# Langerringen
Langerringen es un municipio alemán, ubicado en el distrito de Augsburgo en la región administrativa de Suabia, en el Estado federado de Baviera. Forma parte y es la sede de la Verwaltungsgemeinschaft de Langerringen.
Se encuentra a unos 30 km al sur de Augsburgo.